# Suite en ut majeur (Glazounov)
La Suite en ut majeur est une suite instrumentale pour quatuor à cordes du compositeur russe Alexandre Glazounov, écrite en 1887.

## Contexte et création
Alexandre Glazounov compose sa Suite en ut majeur en 1887. Elle est révisée en 1891. Elle est dédiée à Mitrofan Belaïev et a une forme beaucoup plus évoluée que les Cinq Novelettes précédentes.

## Structure
L'œuvre comprend cinq mouvements :
1. Introduction et Fugue
2. Scherzo
3. Orientale
4. Thème et variations
5. Valse

## Analyse

### Introduction et Fugue
Le thème, pour Pierre-Emile Barbier, est relativement commun.

### Scherzo
Le Scherzo est plus brillant qu'original.

### Orientale
L'Orientale est introduite par l'alto, sur des pizzicatos du violoncelle.

### Valse
La Valse est plus élaborée et moins naïve et charmeuse que celle des Cinq Novelettes.